# Frédéric Dagée
Frédéric Dagée (* 11. Dezember 1992 in Montargis) ist ein französischer Kugelstoßer.

## Sportliche Laufbahn
Erste internationale Erfahrungen sammelte Frédéric Dagée 2009 bei den Jugendweltmeisterschaften in Brixen, bei denen er mit einer Weite von 18,03 m in der Qualifikation ausschied. Im Jahr darauf belegte er bei den Juniorenweltmeisterschaften in Moncton mit 18,49 m den achten Platz und 2011 wurde er bei den Junioreneuropameisterschaften in Tallinn mit 19,53 m Sechster. 2013 erreichte er bei den Spielen der Frankophonie in Nizza mit 17,08 m den achten Platz und 2014 gewann er bei den U23-Mittelmeermeisterschaften in Aubagne mit 18,22 m die Bronzemedaille. 2017 nahm er erstmals an den Halleneuropameisterschaften in Belgrad teil, schied dort aber mit 19,97 m in der Qualifikation aus, wie auch bei den Europameisterschaften in Berlin mit 19,56 m.
In den Jahren von 2016 bis 2020 wurde Dagée französischer Meister im Kugelstoßen im Freien sowie 2017 und von 2019 bis 2021 auch in der Halle.

## Persönliche Bestweiten
- Kugelstoßen: 20,35 m, 14. Juni 2019 in Saint-Louis
  - Kugelstoßen (Halle): 20,36 m, 12. Januar 2018 in Nizza